# Simbabwische Cricket-Nationalmannschaft in Bangladesch in der Saison 2014/15
Die Tour der simbabwischen Cricket-Nationalmannschaft nach Bangladesch in der Saison 2014/15 fand vom 26. Oktober bis zum 1. Dezember 2014 statt. Die internationale Cricket-Tour war Teil der internationalen Cricket-Saison 2014/15 und umfasste drei Test Matches und fünf ODIs. Bangladesch gewann sämtliche Tests und ODIs.

## Vorgeschichte

### Einordnung
Die Tour war die erste zwischen den beiden Mannschaften die nach dem neuen Future Tour Program angesetzt wurde, welches insgesamt sechs Touren zwischen Simbabwe und Bangladesch bis 2022 vorsieht. Auch war es für beide Teams die erste Tour nach einer längeren Zeit, in denen drei Tests ausgetragen wurden. Bangladesch tat dies zuletzt 2007, Simbabwe in der Saison 2001/2002. Für beide Teams war es die erste Tour der Saison. Bangladesch spielte zuletzt in den West Indies, während Simbabwe das Team aus Südafrika zuhause empfing. Die letzte Tour der beiden Mannschaften gegeneinander fand in der Saison 2013 in Simbabwe statt.

### Decision Review System
Bangladesch setzte bei der Test-Serie erstmals das Decision Review System ein.

## Stadien
Die folgenden Stadien wurden für die Tour als Austragungsort vorgesehen und am 8. September 2014 bekanntgegeben.
| Stadt      | Stadion                                | Kapazität | Spiele               |
| ---------- | -------------------------------------- | --------- | -------------------- |
| Chittagong | Zohur Ahmed Chowdhury Stadium          | 22.000    | 3. Test; 1. & 2. ODI |
| Dhaka      | Sher-e-Bangla National Cricket Stadium | 26.000    | 1. Test; 3. – 5. ODI |
| Khulna     | Sheikh Abu Naser Stadium               | 15.000    | 2. Test              |

## Kaderlisten
Simbabwe benannte seine Kader am 16. Oktober 2014. Bangladesch genannte seinen Test-Kader am 19. Oktober und seinen ODI-Kader am 15. November 2014.
| Test | Test | ODI | ODI |
| Bangladesch | Simbabwe | Bangladesch | Simbabwe |
| --- | --- | --- | --- |
| - Mushfiqur Rahim (K & wk) - Anamul Haque - Al-Amin Hossain - Jubair Hossain - Imrul Kayes - Mominul Haque - Mahmudullah - Marshall Ayub - Rubel Hossain - Shafiul Islam - Shakib Al Hasan - Shamsur Rahman - Shahadat Hossain - Shuvagata Hom - Taijul Islam - Tamim Iqbal | - Brendan Taylor (K & wk) - Regis Chakabva - Brian Chari - Tendai Chatara - Elton Chigumbura - Craig Ervine - Tafadzwa Kamungozi - Hamilton Masakadza - Shingi Masakadza - Wellington Masakadza - Natsai M'shangwe - Richmond Mutumbami - John Nyumbu - Tinashe Panyangara - Sikandar Raza - Vusi Sibanda - Malcolm Waller | - Mashrafe Mortaza (K) - Shakib Al Hasan (VK) - Anamul Haque - Al-Amin Hossain - Arafat Sunny - Imrul Kayes - Jubair Hossain - Mahmudullah - Mominul Haque - Mushfiqur Rahim (wk) - Rubel Hossain - Sabbir Rahman - Tamim Iqbal | - Elton Chigumbura (K) - Brendan Taylor (wk) - Regis Chakabva - Sikandar Raza - Tendai Chatara - Craig Ervine - Tafadzwa Kamungozi - Hamilton Masakadza - Natsai M’shangwe - Richmond Mutumbami - John Nyumbu - Tinashe Panyangara - Vusi Sibanda - Malcolm Waller - Neville Madziva - Timycen Maruma - Solomon Mire - Peter Moore - Tawanda Mupariwa - Brian Vitori |

## Tour Matches
| 20. – 22. Oktober Scorecard | Dhaka | Zimbabweans 241 (76.2) & 201-5d (50) | – | BCB XI 297 (102.5) |
|                             |       | Remis                                |   |                    |

| 19. November Scorecard | Chittagong | BCB XI 281 (50)             | – | Zimbabweans 194 (45.3) |
|                        |            | BCB XI gewinnen mit 88 Runs |   |                        |

## Tests

### Erster Test in Dhaka
| 25. – 29. Oktober Scorecard | Dhaka | Simbabwe 240 (75.5) & 114 (35.5)  | – | Bangladesch 254 (98) & 101-7 (33.3) |
|                             |       | Bangladesch gewinnt mit 3 Wickets |   |                                     |

### Zweiter Test in Khulna
| 3. – 7. November Scorecard | Khulna | Bangladesch 433 (158.5) & 248-9d (83.5) | – | Simbabwe 368 (135.1) & 151 (51.1) |
|                            |        | Bangladesch gewinnt mit 162 Runs        |   |                                   |

### Dritter Test in Chittagong
| 12. – 16. November Scorecard | Chittagong | Bangladesch 503 (153.4) & 319-5d (78) | – | Simbabwe 374 (106) & 262 (85) |
|                              |            | Bangladesch gewinnt mit 186 Runs      |   |                               |

## One-Day Internationals

### Erstes ODI in Chittagong
| 21. November Scorecard | Chittagong | Bangladesch 281 (50)            | – | Simbabwe 194 (42.1) |
|                        |            | Bangladesch gewinnt mit 87 Runs |   |                     |

### Zweites ODI in Chittagong
| 23. November Scorecard | Chittagong | Bangladesch 251-7 (50)          | – | Simbabwe 183 (44.5) |
|                        |            | Bangladesch gewinnt mit 68 Runs |   |                     |

### Drittes ODI in Dhaka
| 26. November Scorecard | Dhaka | Bangladesch 297-6 (50)           | – | Simbabwe 173 (39.5) |
|                        |       | Bangladesch gewinnt mit 124 Runs |   |                     |

### Viertes ODI in Dhaka
| 28. November Scorecard | Dhaka | Bangladesch 256-8 (50)          | – | Simbabwe 235-8 (50) |
|                        |       | Bangladesch gewinnt mit 21 Runs |   |                     |

Auf Grund zu langsamer Spielweise wurde Simbabwe mit einer Geldstrafe belegt.

### Fünftes ODI in Dhaka
| 1. Dezember Scorecard | Dhaka | Simbabwe 128 (30)                 | – | Bangladesch 130-5 (24.3) |
|                       |       | Bangladesch gewinnt mit 5 Wickets |   |                          |

## Statistiken
Die folgenden Cricketstatistiken wurden bei dieser Tour erzielt.
| Tests                | Tests       | Tests   | Tests   | Tests   | Tests   | Tests   | Tests   | Tests   |
| Batting              | Batting     | Batting | Batting | Batting | Batting | Batting | Batting | Batting |
| Spieler              | Mannschaft  | Spiele  | Innings | Runs    | Average | HS      | 100s    | 50s     |
| -------------------- | ----------- | ------- | ------- | ------- | ------- | ------- | ------- | ------- |
| Hamilton Masakadza   | Simbabwe    | 3       | 6       | 356     | 59,33   | 158     | 1       | 2       |
| Mominul Haque        | Bangladesch | 3       | 6       | 321     | 64,20   | 131*    | 1       | 2       |
| Regis Chakabva       | Simbabwe    | 3       | 6       | 317     | 63,40   | 101     | 1       | 2       |
| Tamim Iqbal          | Bangladesch | 3       | 6       | 308     | 51,33   | 109     | 2       | 1       |
| Mohammad Mahmudullah | Bangladesch | 3       | 6       | 264     | 44,00   | 71      | 0       | 3       |
| Bowling              |             |         |         |         |         |         |         |         |
| Spieler              | Mannschaft  | Spiele  | Overs   | Wickets | Average | BBI     | 5W      | 10W     |
| Shakib Al Hasan      | Bangladesch | 3       | 129.5   | 18      | 18,27   | 6/59    | 3       | 1       |
| Taijul Islam         | Bangladesch | 3       | 129.1   | 17      | 21,70   | 8/39    | 1       | 0       |
| Tinashe Panyangara   | Simbabwe    | 3       | 104.4   | 14      | 20,28   | 5/59    | 1       | 0       |
| Jubair Hossain       | Bangladesch | 3       | 84      | 11      | 29,27   | 5/96    | 1       | 0       |
| Natsai M'shangwe     | Simbabwe    | 2       | 131.4   | 7       | 62,14   | 4/82    | 0       | 0       |

| ODIs                 | ODIs        | ODIs    | ODIs    | ODIs    | ODIs    | ODIs    | ODIs    | ODIs    |
| Batting              | Batting     | Batting | Batting | Batting | Batting | Batting | Batting | Batting |
| Spieler              | Mannschaft  | Spiele  | Innings | Runs    | Average | HS      | 100s    | 50s     |
| -------------------- | ----------- | ------- | ------- | ------- | ------- | ------- | ------- | ------- |
| Mushfiqur Rahim      | Bangladesch | 5       | 5       | 213     | 42,60   | 77      | 0       | 2       |
| Anamul Haque         | Bangladesch | 5       | 5       | 200     | 40,00   | 95      | 0       | 2       |
| Mohammad Mahmudullah | Bangladesch | 5       | 5       | 179     | 89,50   | 82*     | 0       | 2       |
| Brendan Taylor       | Simbabwe    | 5       | 5       | 162     | 32,40   | 63      | 0       | 2       |
| Tamim Iqbal          | Bangladesch | 5       | 5       | 147     | 29,40   | 76      | 0       | 1       |
| Bowling              |             |         |         |         |         |         |         |         |
| Spieler              | Mannschaft  | Spiele  | Overs   | Wickets | Average | BBI     | 5W      | 10W     |
| Shakib Al Hasan      | Bangladesch | 5       | 42      | 11      | 12,36   | 4/41    | 0       | 0       |
| Arafat Sunny         | Bangladesch | 3       | 27.5    | 10      | 7,80    | 4/27    | 0       | 0       |
| Mashrafe Mortaza     | Bangladesch | 5       | 36      | 9       | 16,44   | 3/34    | 0       | 0       |
| Tinashe Panyangara   | Simbabwe    | 4       | 40      | 9       | 24,44   | 3/66    | 0       | 0       |
| Tafadzwa Kamungozi   | Simbabwe    | 5       | 42      | 6       | 29,16   | 2/36    | 0       | 0       |
| Tendai Chatara       | Simbabwe    | 4       | 40      | 6       | 31,50   | 3/44    | 0       | 0       |

## Player of the Series
Als Player of the Series wurden die folgenden Spieler ausgezeichnet.
| Serie | Player of the Series |
| ----- | -------------------- |
| Test  | Shakib Al Hasan      |
| ODI   | Mushfiqur Rahim      |

### Player of the Match
Als Player of the Match wurden die folgenden Spieler ausgezeichnet.
| Spiel   | Player of the Match  |
| ------- | -------------------- |
| 1. Test | Taijul Islam         |
| 2. Test | Shakib Al Hasan      |
| 3. Test | Mominul Haque        |
| 1. ODI  | Shakib Al Hasan      |
| 2. ODI  | Mashrafe Mortaza     |
| 3. ODI  | Anamul Haque         |
| 4. ODI  | Mohammad Mahmudullah |
| 5. ODI  | Taijul Islam         |